# 中里優子
中里 優子（なかさと ゆうこ、1972年12月27日 - ）は、埼玉県出身の競艇選手。登録番号3579。身長153cm。血液型A型。70期。埼玉支部所属。姉に元競艇選手の阿部雅子（登録番号3431）、夫に同じ競艇選手の中里昌志（登録番号3546）。旧姓は阿部。同期に木村光宏、濱野谷憲吾、水口由紀らがいる。

## 来歴
- 1992年5月、デビュー。
- 2001年2月27日、多摩川競艇場での「G1第14回JAL女子王座決定戦競走」にG1初出場。翌28日、2日目8RでG1初勝利。
- 2005年6月14日、戸田競艇場での「G3女子リーグ第4戦・サッポロビールカップ」で初優勝。